# Liste des épisodes de Michat-Michien

Cet article recense la liste des épisodes de la série d'animation américaine Michat-Michien, initialement diffusés sur Nickelodeon.

## Panorama des saisons
65 épisodes entre 1998 et 2005, et un téléfilm intitulé Michat-Michien : De mystérieux Parents ont été réalisés.
| Saison | Saison | Épisodes | Première diffusion | Dernière saison   | DVD Releases – Volumes 1 & 2 | DVD Releases – Volumes 1 & 2 |
| ------ | ------ | -------- | ------------------ | ----------------- | ---------------------------- | ---------------------------- |
|        | 1      | 20       | 4 avril 1998       | 23 décembre 1998  | 18 octobre 2011              | 27 mars 2012                 |
|        | 2      | 20       | 1er janvier 1999   | 31 décembre 1999  | 5 juin 2012                  | 25 septembre 2012            |
|        | 3      | 20       | 10 mars 2000       | 11 septembre 2001 | 2013                         | 2013                         |
|        | 4      | 8        | 22 avril 2003      | 13 décembre 2005  | 2013                         | N/A                          |

## Épisodes

### Saison 1 (1998)
| Numéro | Titre                                                 | Diffusion originale |
| ------ | ----------------------------------------------------- | ------------------- |
| 1      | Un peu de solitude / Un restaurant tranquille         | 4 avril 1998        |
| 2      | La ceinture anti-puce / Bon appétit!!!                | 11 avril 1998       |
| 3      | La pleine lune / Guerre totale                        | 18 avril 1998       |
| 4      | Place aux muscles / Un petit chat envahissant         | 25 avril 1998       |
| 5      | Un terrible cauchemar / Vive la démocratie            | 2 mai 1998          |
| 6      | Un nouveau monstre / La fête des frères               | 9 mai 1998          |
| 7      | L'Île de rêve / Lourde dette                          | 16 mai 1998         |
| 8      | Une belle fête / Les perdants ne gagnent jamais       | 23 mai 1998         |
| 9      | Les diamants / Le cafard                              | 30 mai 1998         |
| 10     | Un amour de chien / Le travail d'équipe               | 6 juin 1998         |
| 11     | Le piège / Le collectionneur                          | 18 juillet 1998     |
| 12     | La crise de jalousie / Le siège de Fort ChatChien     | 10 août 1998        |
| 13     | La correspondante suédoise / La complainte du facteur | 11 août 1998        |
| 14     | Vive la prudence / La séparation                      | 12 août 1998        |
| 15     | Des voisines charmantes / Un poids très mort          | 19 août 1998        |
| 16     | Un beau spectacle / Tout va bien                      | 26 août 1998        |
| 17     | Prohibition / Une drôle de maladie                    | 20 septembre 1998   |
| 18     | Une taupe ça creuse / Laisse ta laisse                | 25 octobre 1998     |
| 19     | Un cerveau supérieur / Une séparation douloureuse     | 18 novembre 1998    |
| 20     | Un chat pharaon / Une curiosité dangereuse            | 23 décembre 1998    |

### Saison 2 (1999)
| Numéro | Titre                                                          | Première diffusion |
| ------ | -------------------------------------------------------------- | ------------------ |
| 21     | Le poisson Va chercher !                                       | 1er janvier 1999   |
| 22     | Mais, c'est une fille ! / Chien le puissant                    | 9 janvier 1999     |
| 23     | Le grand Miaourf (1/2) / Le grand Miaourf (2/2)                | 6 février 1999     |
| 24     | Musique de guerre / Le club des chats / La petite peste        | 13 février 1999    |
| 25     | Le numéro de cabaret / Le tour de magie                        | 20 mars 1999       |
| 26     | Fred, le poisson volant / Le sous-doué                         | 27 mars 1999       |
| 27     | Le régime Descente tous risques                                | 3 avril 1999       |
| 28     | Quel cinéma !!! / Les neuf vies                                | 1er mai 1999       |
| 29     | Din-os-aures / Tout feu, tout flemmes                          | 20 juillet 1999    |
| 30     | Champion du monde / Atchoum !                                  | 11 aout 1999       |
| 31     | Le roi de la plage / Les instincts primitifs                   | 20 novembre 1999   |
| 32     | Chien de berger                                                | 27 novembre 1999   |
| 33     | Demi-portions / Un engrais surpuissant                         | 4 décembre 1999    |
| 34     | La maison des histoires à dormir debout / Camping très sauvage | 11 décembre 1999   |
| 35     | Le tournoi inter-fourrière / La fiancée de Souriceau           | 18 décembre 1999   |
| 36     | Son Altesse Chien / Deux cœurs au printemps                    | 19 décembre 1999   |
| 37     | Chien vous mâche le travail / La fin du monde                  | 25 décembre 1999   |
| 38     | Dernières nouvelles / Chat-Chien bis !!!                       | 26 décembre 1999   |
| 39     | Le secret de Cliff / Les monstres                              | 27 décembre 1999   |
| 40     | Un Noël de Chien... et chat (2 parties)                        | 31 décembre 1999   |

### Saison 3 (2000–2001)
| Numéro | Titre                                                | Première diffusion |
| ------ | ---------------------------------------------------- | ------------------ |
| 41     | Les apprentis pompiers - L’exposition canine         | 29 mars 2000       |
| 42     | Deux adversaires de poids / L'hôtel en folie         | 14 avril 2000      |
| 43     | Blouson noir et patin - L'amnésie                    | 14 juillet 2000    |
| 44     | Les Roméo du rodéo / Dents pour dents                | 14 aout 2000       |
| 45     | Les montagnes Russes - Permis d'exister              | 13 septembre 2000  |
| 46     | Histoire sans paroles / -                            | 11 octobre 2000    |
| 47     | Oh la Lola - Pauvre petite fille riche               | 18 octobre 2000    |
| 48     | La bande de Chien chien - La bouche d'incendie en or | 16 novembre 2000   |
| 49     | Lube amoureux / L'expo de photos                     | 23 novembre 2000   |
| 50     | Les cascadeurs / Le talon d'Achille                  | 15 janvier 2001    |
| 51     | Pop en stock / Silence, on tourne !                  | 19 février 2001    |
| 52     | Le match de hockey / Le gri-gri                      | 10 mars 2001       |
| 53     | Les bas instincts / Les apiculteurs                  | 11 avril 2001      |
| 54     | Une nouvelle sucrerie / Le déménagement              | 28 mai 2001        |
| 55     | Gros-chat crève l'écran / Une histoire de pirates    | 28 mai 2001        |
| 56     | Une nouvelle carrière / Métamorphose                 | 15 juin 2001       |
| 57     | La souris géante / Le congrès des inventeurs         | 21 juillet 2001    |
| 58     | La dinde récalcitrante                               | 2 aout 2001        |
| 59     | Les puces vampires                                   | 20 aout 2001       |
| 60     | Poisson D'avril / Retour à l'école                   | 11 septembre 2001  |

### Saison 4 (2003–2005)
| Numéro   | Titre                                                   | Première diffusion |
| -------- | ------------------------------------------------------- | ------------------ |
| 61-62-63 | Michat-Michien Le Film : De mystérieux parents          | 22 avril 2003      |
| 64       | Le neveu de Souriceau / La fête du chien tout-puissant  | 28 mai 2003        |
| 65       | Bob le méchant / Michat-Michien au pays de Souriceau    | 9 juin 2003        |
| 66       | Chat de gouttière et chien de salon / Aventures marines | 15 aout 2004       |
| 67       | Chat impérial / L'histoire du vieux 159                 | 26 décembre 2004   |
| 68       | Le chouchou / Régime sans viande                        | 13 décembre 2005   |